# IC 4189
IC 4189 је спирална галаксија у сазвјежђу Ловачки пси која се налази на листи објеката дубоког неба у Индекс каталогу.
Деклинација објекта је + 35° 58' 48" а ректасцензија 13h 6m 3,7s. Привидна величина (магнитуда) објекта IC 4189 износи 13,5 а фотографска магнитуда 14,2. IC 4189 је још познат и под ознакама UGC 8191, MCG 6-29-34, CGCG 189-21, KUG 1303+362, PGC 45336.